# 白颌大树蛙
白颌大树蛙（学名：Zhangixalus maximus）为树蛙科张树蛙属的两栖动物。在中国大陆，分布于云南、西藏等地，多见于森林水塘水沟周围树上或草地上。其生存的海拔为1000米。其种加词“maximus”意为“极大的”。

## 保护
本种于2023年被收录入《有重要生态、科学、社会价值的陆生野生动物名录》。